# Somague
A SOMAGUE, é um grupo de empresas portuguesas que actuam nos ramos de engenharia e construção ferroviária e portuária, concessões de águas e energia, e imobiliária. Actualmente, faz parte do grupo SyV - Sacyr Vallehermoso.

## Caracterização
As empresas que formam o grupo são a SOMAGUE Engenharia, que actua nos domínios da construção e obras públicas; SOMAGUE Ambiente, cuja área de actuação se enquadra em infra-estruturas ambientais, como saneamento, resíduos ou espaços verdes; e SOMAGUE imobiliária, que trata de projectos e negócios de natureza imobiliária.
O portfólio deste grupo inclui vários projectos em Portugal e no estrangeiro, especialmente em Espanha e no Brasil.

## Evolução histórica
Em 1947, o empresário José Vaz Guedes forma a Sociedade de Empreitadas Moniz da Maia, Duarte & Vaz Guedes, Lda., que actuava no ramo da construção. Nesta altura, iniciou-se um processo de investimento público, como forma de recuperação económica após a Segunda Guerra Mundial. Inicialmente, esta sociedade apenas se centrou na construção de barragens, começando com a Barragem de Castelo do Bode, no Rio Zêzere. Em 1952, a empresa sofre diversas alterações estruturais, passando a denominar-se Sociedade de Empreitadas Moniz da Maia & Vaz Guedes, Lda., e a efectuar outros projectos, como pontes. Em 1965, a empresa passa a sociedade anónima, e, em 1970, é totalmente controlada pela família Vaz Guedes, que altera a denominação da empresa para Sociedade de Empreitadas SOMAGUE, S.A.R.L.. Em 1978, internacionaliza-se, com a ampliação do Porto de La Guaira, na Venezuela. Em 1987, lança uma Oferta Pública de Venda, em 1993, sofre uma nova reestruturação, sendo a Sociedade de Empreitadas SOMAGUE transformada na holding SOMAGUE SGPS, e constituída a SOMAGUE - Sociedade de Construções, S.A.. Ainda neste ano, o grupo SOMAGUE passa a poder desempenhar funções nas áreas de consultoria e projecto, operação, manutenção e gestão de concessões. Em 2001, forma-se uma parceria com o grupo SyV - Sacyr Vallehermoso, sendo integrada neste grupo em 2004.

## Projectos efectuados
Barragens
- Barragem de Castelo de BodeBarragem de Castelo de Bode (1947)
- Barragem de Ceira (1948)[5]
- Barragem do Arade
- Barragem do Alqueva (2002)
- Barragem do Pocinho (1976 - 1984)

Pontes

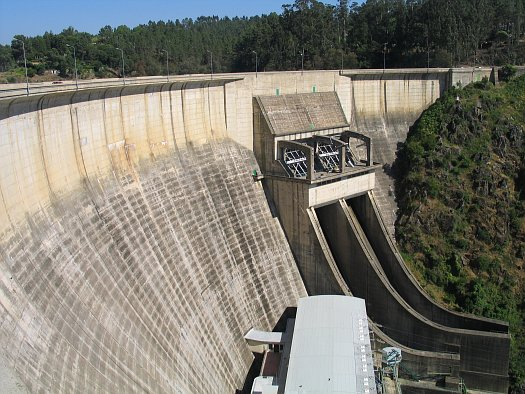
Barragem de Castelo de Bode

- Ponte do Vale da Ursa (Rio Zêzere)
- Ponte Açude do Rio Limpopo (Moçambique)
- Ponte Vasco da Gama (Lisboa, 1998)
- Ponte Rainha Santa Isabel (Coimbra, 2004)

Infra-estruturas portuárias

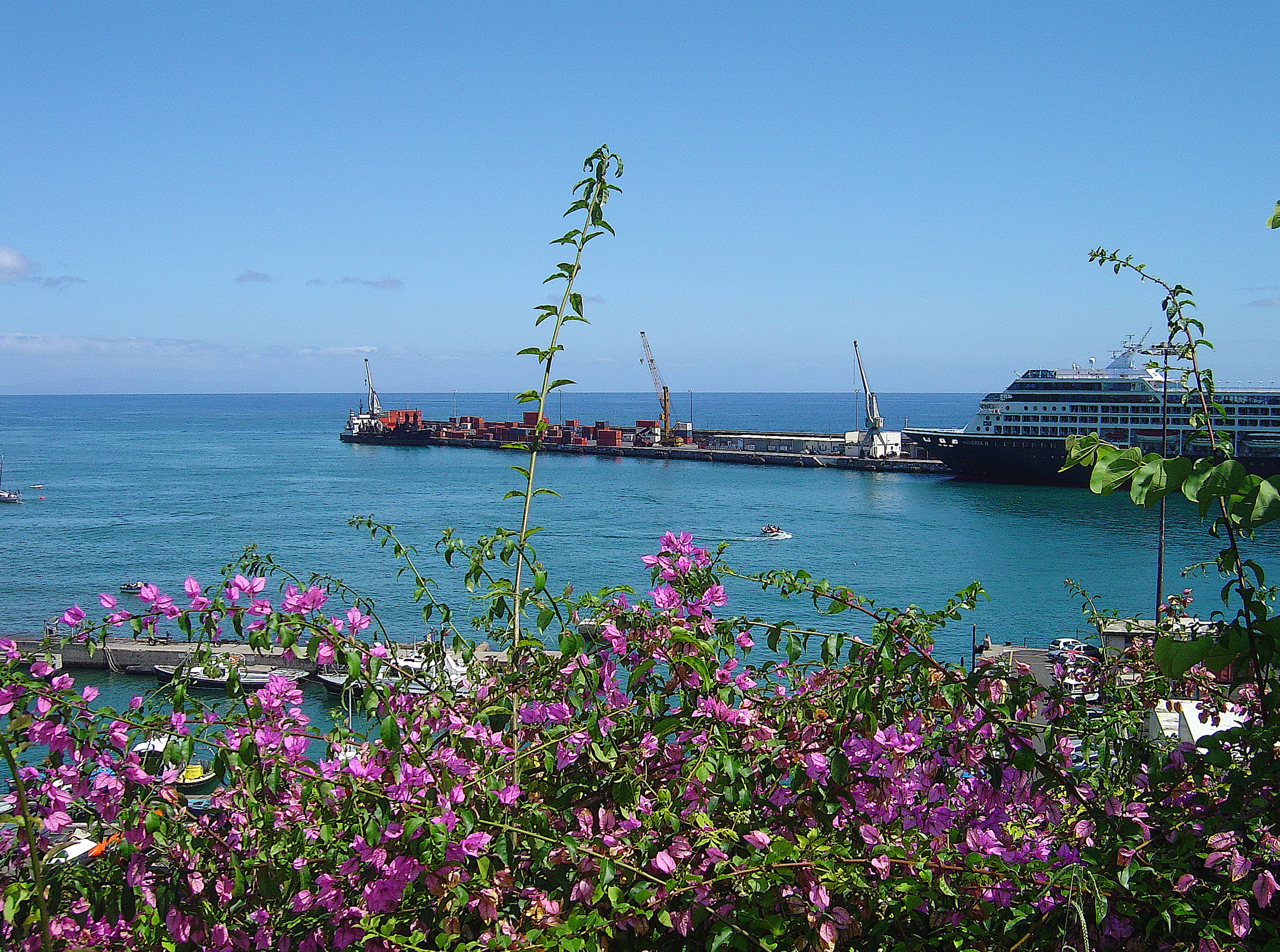
Porto do Funchal

- Porto do FunchalAmpliação do Porto do Funchal (Ilha da Madeira, 1961)
- Doca seca da Lisnave (Almada)
- Estaleiro Naval da Setenave (Setúbal)
- Ampliação do Porto de La Guaira (Venezuela)

Infra-estruturas ferroviárias
- Gare do Oriente (Lisboa, 1998)
- Várias linhas e estações do Metro do Porto (Porto, 2003 - 2004)

Outros projectos
- Torre Vasco da GamaTorre Vasco da Gama (Lisboa, 1998)
- Estádio da Luz (Lisboa, 2003)
- Estádio do Dragão (Porto, 2003)

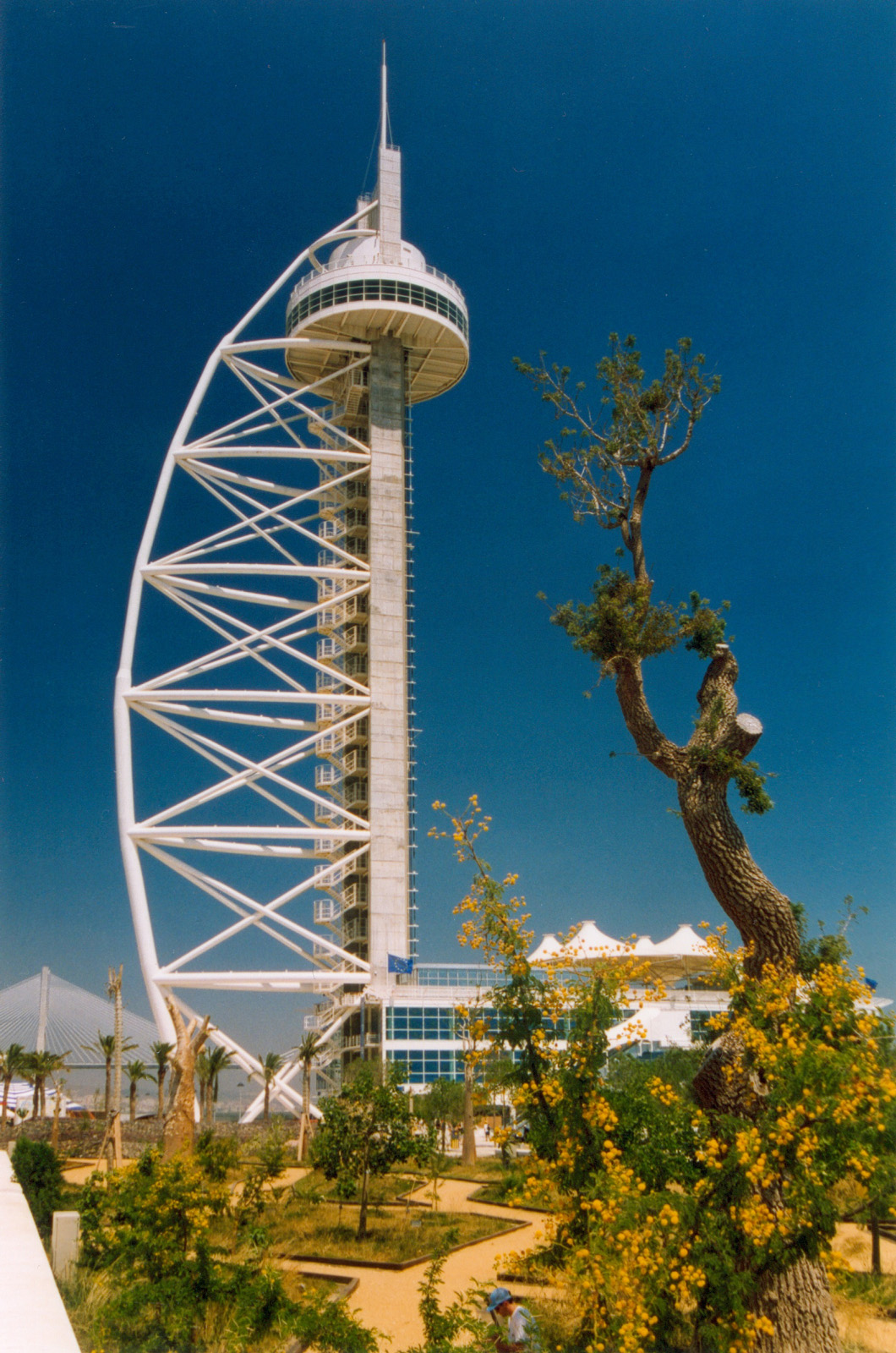
Torre Vasco da Gama

- Estádio do Bessa Século XXI (Porto, 2003)
- Estádio do Algarve (Faro, 2003)
- Estádio Dr. Magalhães Pessoa (Leiria, 2003)
- Casa da Música (Porto, 2005)
- Igreja da Santíssima Trindade (Fátima, 2007)
- Maternidade Lucrécia Paim (Luanda, 2008)
- Clínica Girassol Lucrécia Paim (Luanda, 2008)